# Législature 2011-2015 du Parlement du Canton du Jura
La législature 2011-2015 du Parlement du Canton du Jura a débuté en 2011 et se terminera en 2015. Les députés jurassiens sont dorénavant élus pour un mandat de cinq ans.

## Composition
|  | Partis politiques                           | Sigles | Sièges |
|  | ------------------------------------------- | ------ | ------ |
|  | Union démocratique du centre                | UDC    | 4      |
|  | Parti chrétien-social indépendant           | PCSI   | 8      |
|  | Parti libéral-radical                       | PLR    | 8      |
|  | Parti démocrate-chrétien                    | PDC    | 19     |
|  | Parti socialiste                            | PS     | 14     |
|  | Les Verts jurassiens                        | VERTS  | 4      |
|  | Combat socialiste - Parti ouvrier populaire | CS-POP | 3      |